# Pristiphora wesmaeli
Pristiphora wesmaeli is een vliesvleugelig insect uit de familie van de bladwespen (Tenthredinidae). De wetenschappelijke naam van de soort is voor het eerst geldig gepubliceerd in 1853 door Tischbein.